# 5 groszy wzór 2013
5 groszy wzór 2013 – moneta pięciogroszowa, wprowadzona do obiegu 3 marca 2014 r. Zastąpiła pięciogroszówkę wzór 1990 różniącą się wzorem awersu, materiałem z którego została wykonana i o 0,02 mm zmniejszoną średnicą.
Moneta jest bita począwszy od 2013 r.

## Awers
W części centralnej umieszczony jest wizerunek orła ustalony dla godła Rzeczypospolitej Polskiej, poniżej orła, półkolem od lewej strony ku prawej, napis: „RZECZPOSPOLITA POLSKA”, w otoku stylizowane pierścienie, w górnej części przecinające się, u dołu rozdzielone oznaczeniem roku emisji. Na monetach z lat 2013–2016 znak mennicy The Royal Mint znajduje się pod łapą orła po prawej stronie, natomiast od 2017 roku znak Mennicy Polskiej S.A. jest umieszczany pod łapą orła po lewej stronie.

## Rewers
Na tej stronie monety znajduje z lewej strony duża cyfra 5, obok u góry poziomy napis: „GROSZY”, poniżej kompozycja pięciu liści dębu.

## Nakład
Moneta jest bita w stali powlekanej mosiądzem, na krążku o średnicy 19,48 mm, masie 2,59 grama, z rantem na przemian ząbkowanym i gładkim, według projektów:
- Sebastiana Mikołajczaka (awers)[4] oraz
- Ewy Tyc-Karpińskiej (rewers),

w mennicach:
- The Royal Mint oraz
- Mennicy Polskiej S.A[2].

Do 2023 roku nakłady monety w poszczególnych latach przedstawiały się następująco:
| Lp. | Rocznik | Mennica             | Znak mennicy | Nakład (sztuk) | Uwagi                                                                                            |
| --- | ------- | ------------------- | ------------ | -------------- | ------------------------------------------------------------------------------------------------ |
| 1   | 2013    | The Royal Mint      | krzyż        | 1 000 000      | partia pilotażowa wprowadzona do obiegu w 2014 r., bito również 5 groszy wzór 1990 tego rocznika |
| 2   | 2014    | The Royal Mint      | krzyż        | 80 004 500     | bito również 5 groszy wzór 1990 tego rocznika                                                    |
| 3   | 2015    | The Royal Mint      | krzyż        | 115 050 000    |                                                                                                  |
| 4   | 2016    | The Royal Mint      | krzyż        | 120 900 100    |                                                                                                  |
| 5   | 2017    | Mennica Polska S.A. | MW           | 126 150 000    |                                                                                                  |
| 6   | 2018    | Mennica Polska S.A. | MW           | 144 600 000    |                                                                                                  |
| 7   | 2019    | Mennica Polska S.A. | MW           | 116 100 000    | istnieją również kolekcjonerskie wersje tego rocznika wybite w złocie oraz w srebrze             |
| 8   | 2020    | Mennica Polska S.A. | MW           | 135 000 000    |                                                                                                  |
| 9   | 2021    | Mennica Polska S.A. | MW           | 108 450 000    |                                                                                                  |
| 10  | 2022    | Mennica Polska S.A. | MW           | 15 000 000     |                                                                                                  |
| 11  | 2023    | Mennica Polska S.A. | MW           | 128 550 000    |                                                                                                  |
| 12  | 2024    | Mennica Polska S.A. | MW           | 70 050 000     |                                                                                                  |

## Opis
Z datą na monecie 2013 i 2014 w obieg wpuszczano pięciogroszówki o starym i nowym wzorze awersu.
27 lutego 2019 r. zostały wprowadzone do sprzedaży (obiegu) wersje rocznika 2019 wybite w srebrze (5000 sztuk) i złocie (1000 sztuk) będące częścią zestawów kolekcjonerskich upamiętniających stulecie wprowadzenia złotego.